# Каква красива любов
„Каква красива любов“ (на испански: Qué bonito amor) е мексиканска теленовела от 2012 г., продуцирана от Салвадор Мехия за Телевиса. Адаптация е на колумбийската теленовела La hija del mariachi, създадена от Моника Агудело.
В главните положителни роли са Дана Гарсия и Хорхе Салинас, а в отрицателните са актьорите Пабло Монтеро, Малияни Марин, Роберто Паласуелос и Марсело Букет.

## Сюжет
Сантос Мартинес де ла Гарса е красив и безгрижен милионер, собственик на автокъща. Сантос е измамен от най-близките му съдружници, включително Бруно, негов приятел и годеник на Уенди, сестра на Сантос. Така че, Сантос е принуден да замине за Мексико, обвинен в измама и пране на пари. Тази ситуация го принуждава да придобие нова самоличност – тази на един мариачи – Хорхе Алфредо Варгас.
В същото време, Мария Мендоса е красиво и смело момиче, което живее с майка си, Амалия, и с двете си сестри Палома, 15-годишно момиче, и Исабел, на 8. Мария е трябвало да работи от малка, понеже баща ѝ, Педро, е умрял, а майка ѝ е болна, затова се е наложило на Мария да работи от малка, за да издържа семейството си.
Сантос и Мария се запознават в бара, където Мария работи като певица. Именно в този бар се заражда една красива любов между двамата.
Начело на този бар са дон Кончо и Лурдес, съпругата му. В бара се случват най-сладките, тъжни, трогателен, комични и драматични ситуации в тази история, заедно с неразделните приятели на Мария, които формират групата на мариачи: Оскар („Колосът“), Фернандо („Хиляди любови“), Наталио („Мечтателят“), Сусано („Сусанито“), Хенаро („Баритонът“) и Хайро „Авантюристът“.
Но тази любовна история между Сантос и Мария има много мелодии, акорди и сили против тях. Сантос е изправен пред Рубен дел Олмо, властен бизнесмен и мошеник, женен, но обсебен от любов по Мария, и „Колосът“, вечно влюбен в Мария, който винаги скача на бой, но впоследствие двамата стават големи приятели.
Мария, същевременно, е оплетена в лъжите и хитростите на капризната Елвира, дъщеря на Кончо, която няма да се успокои, докато не притежава Хорхе Алфредо.
И все пак, най-тъжната песен в тази история е разкриването на самоличнастта на Сантос, затворът и отдалечаването от първата му и едивствена любов – Мария, неговата красавица.

## Актьори
Част от актьорския състав:
- Хорхе Салинас – Сантос Мартинес де ла Гарса Тревиньо / Хорхе Алфредо Варгас
- Дана Гарсия – Мария Мендоса Гарсия
- Пабло Монтеро – Оскар Фернандес „Колосът“
- Малияни Марин – Елвира Ернандес Фуентемайор
- Хуан Ферара – Хусто Мартинес де ла Гарса
- Анхелика Мария – Амалия Гарсия вдовица де Мендоса
- Салвадор Пинеда – Консепсион „Кончо“ Ернандес
- Карла Алварес – Ирасема
- Артуро Пениче – Фернандо Белтран „Хиляди любови“
- Моника Санчес Наваро – Алтаграсия Тревиньо де Мартинес де ла Гарса
- Роберто Паласуелос – Хилиано Рина Де Ла Коркуера Гарса
- Виктор Нориега – Майкъл Джонсън
- Сусана Диасаяс – Уенди Мартинес де ла Гарса Тревиньо
- Роберто Баястерос – Комендант Леонардо Деречо
- Пати Диас – Мирна Рейносо
- Ниньон Севиля – Доня Ремедиос
- Еухения Каудуро – Глория Рейес
- Пилар Монтенегро – Уанда Мей
- Евита Муньос „Чачита“ – Пруденсия
- Даниела Ромо – себе си

## Премиера
Премиерата на Каква красива любов е на 22 октомври 2012 г. по Canal de las Estrellas. Последният 161. епизод е излъчен на 2 юни 2013 г.